# Дивиц-Шполдерсхаген
Дивиц-Шполдерсхаген (њем. Divitz-Spoldershagen) општина је у њемачкој савезној држави Мекленбург-Западна Померанија. Једно је од 64 општинска средишта округа Нордфорпомерн. Према процјени из 2010. у општини је живјело 482 становника. Посједује регионалну шифру (AGS) 13057098.

## Географски и демографски подаци
Дивиц-Шполдерсхаген се налази у савезној држави Мекленбург-Западна Померанија у округу Нордфорпомерн. Општина се налази на надморској висини од 5 метара. Површина општине износи 27,5 km². У самом мјесту је, према процјени из 2010. године, живјело 482 становника. Просјечна густина становништва износи 18 становника/km².